# Every.フライデー
『every.フライデー』（エブリィフライデー）は、2011年4月8日から放送されている西日本放送（RNC）のローカル情報番組である。番組コンセプトは「みんなを元気に!」。

## 放送時間
| 期間       | 期間       | 放送時間（日本時間）       |
| ---------- | ---------- | -------------------------- |
| 2011.04.08 | 2013.03.29 | 金曜 15:50 - 16:55（65分） |
| 2013.04.05 | 2016.03.25 | 金曜 15:50 - 16:45（55分） |
| 2016.04.01 | 2017.3.31  | 金曜 15:50 - 16:48（58分） |
| 2017.4.7   | 2024.3.29  | 金曜 15:50 - 16:43（53分） |
| 2024.4.5   | 現在       | 金曜 15:50 - 16:38（48分） |

## 概要
金曜日は直前まで『ぐるぐるナインティナイン』の再放送（木曜深夜に移動）を行っていたが、2011年4月より『RNC news every.』の姉妹番組としてスタートした。RNCにとっては1992年から1993年まで放送されていた『情報ビタミンAtoZ』以来17年ぶりのローカルワイド番組である。放送開始時の番組ロゴは「every.」部分はピンクとマゼンタを、「フライデー」の部分は緑や水色などを使用している。またFacebookにて番組専用アカウントを立ち上げている。
2013年4月5日からは放送時間が10分短縮され、15:50 - 16:45に変更された。2016年4月1日から放送時間が3分拡大し、15:50 - 16:48に変更された。2017年4月7日からは放送時間がさらに5分短縮され、15:50 - 16:43に変更された。2024年4月5日からは『news every.・第2部』の放送時間拡大のため放送時間が5分短縮され、15:50 - 16:38に変更された。

## 主なコーナー
オープニング・ラインナップ
RNCニュースclip
- 全国と香川・岡山の最新ニュース。

きょうの特集
- 『news every.』の「every.特集」と「気になる!」の録画ネット。まれに全編自社制作の特集もある。
  - 2013年3月1日放送分。香川県初上陸となるセブン-イレブンが当日オープンしたことからその関連特集を放送。荻野がオープニングセレモニーを行なった屋島の店舗から生中継した。
  - 2022年6月24日放送分。善通寺市出身の元十両希善龍の引退後の第二の人生を追ったドキュメンタリーを放送[2]

お茶の間clip
お天気clip
ペディー&ポーリーと踊ろう!ニューレオマ体操 → パイポー隊長のヒップホップパラダイス!!
- ニューレオマワールドのマスコットキャラクター・ペディーとポーリーが香川・岡山の幼稚園・保育所を訪れてニューレオマ体操を踊るというもの。この体操は、かつてレオマワールド時代に瀬戸内海放送で5分番組として放送していたものの復刻版である。現在ではパイポー隊長（女性2人組）がヒップホップダンスを教えるという内容になっている。

FUN! FAN! カマタマーレ
- Jリーグ・カマタマーレ讃岐の応援コーナー。

ZIP!フライデー
- 『ZIP!』のMOCO'Sキッチンの再放送（本番組放送日の朝の『ZIP!』で紹介されたレシピが登場する）[3]。

イチオシHot clip
西日本放送のお勧め番組
- 基本的に日本テレビ系列及びRNC制作の番組を紹介する。

RNCニュース60sec.
- 『RNC news every.』で伝える予定のラインナップを放送。

今週の笑顔写真
- 基本的に番組終了前に放送される。

※ニューレオマ体操→ヒップホップパラダイス!!のコーナーが始まるまでは、「every.の気になる!」として『news every.』の気になる!の録画ネットを行なっていた。

## 出演者
RNCアナウンサーとレギュラーコメンテーター

### 現在の出演者
MC
- 中桐康介
- 石井奏美
- 徳倉康之（コメンテーター）
- 福島真希
- 野並正佑（プレゼンショー担当）

天気コーナー担当
ニュースclip担当
- 上田彩乃

### 過去の出演者
- 山口喜久一郎（当時RNCアナウンサー） - 「ニュースclip」を担当。番組開始から2012年3月9日放送分まで出演。『RNC news every.』にも出演していた。
- 八木陽一郎（香川大学大学院地域マネジメント研究科准教授） - コメンテーターとして出演。幾度か欠席した回もあった。
- 荻野仁美 (当時RNCアナウンサー) - 2015年3月27日放送分で卒業。
- 鴨居真理子 - 鴨居はこの番組を担当するために9年間担当した『RNC news every.』を降板した[5]。
- 岸たけし - 2012年3月16日放送分より出演。『RNC news every.』にも出演する（こちらには同年3月12日から先行出演）。
- 藤田崇寛（当時RNCアナウンサー）
- 森下由香（当時RNCアナウンサー） - 2022年2月25日放送分で卒業。